# Leviatan se probouzí
Leviatan se probouzí (Leviathan Wakes) je první díl space opera knižní série Expanze od Jamese S. A. Coreye, což je pseudonym spisovatelů Daniela Abrahama a Ty Francka. Kniha vyšla v roce 2011 u nakladatelství Orbit Books, český překlad byl vydán o dva roky později nakladatelstvím Triton. Podle první knížky série byla natočena první a část druhé řady televizního seriálu Expanze vysílaného stanicí Syfy.

## Děj
Jim Holden je prvním důstojníkem na tahači Cantebury, který těží led v prstencích Saturnu a rozváží ho k asteroidům Pásu. Během jedné cesty zachytí Cantebury nouzové vysílání lodi Scopuli. Holden je s několika dalšími členy posádky vyslán v malém raketoplánu na záchrannou misi. Scopuli je ale opuštěná a následně je Cantebury zničena do té doby maskovanou lodí. Marťanská bitevní loď Donnager poté vyzvedne Holdenovu posádku, aby se podílela na vyšetřování incidentu. Následně je napadena a zničena šesti neznámými loděmi. Z Holdenovy posádky během bitvy umírá Shed, ostatním se podaří za pomoci Marťanů uprchnout na lehké fregatě, kterou pojmenují Rosinante. Poté najdou azyl u Freda Johnsona, vysoce postaveného člena organizace SVP, na stanici Tycho. Následně jsou Johnsonem posláni na stanici Eros, kde mají najít pohřešovaného člena SVP, jenž letěl na Scopuli. Zničení Cantebury a Donnageru mezitím odstartuje téměř otevřenou válku Marsu s Pásem.
Mezitím dostává detektiv Miller, jenž pracuje pro bezpečnostní agenturu Star Helix zařizující bezpečnost na stanici Ceres, kontrakt na nalezení Julie Mao. Při vyšetřování, přichází na souvislosti mezi zmizením Julie a opuštěnou lodí Scopuli. I přes své propuštění ze Star Helix pokračuje v pátrání, zjišťuje nesrovnalosti v letovém plánu lodi Rosinante, která momentálně míří na Erota, a dochází mu, že se jedná o Holdena. Odlétá proto na Erota Holdena najít.

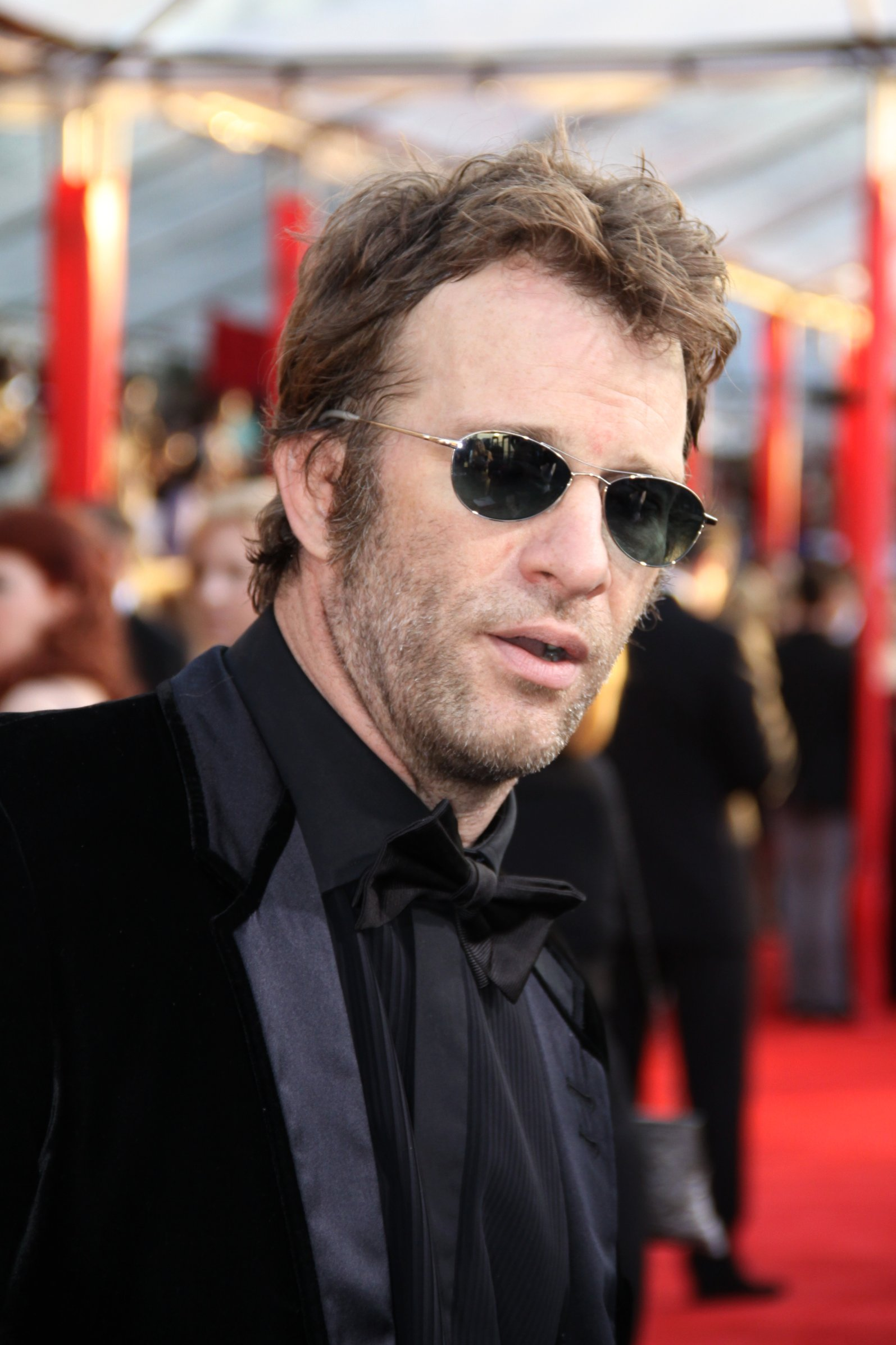
Thomas Jane, seriálový představitel detektiva Millera

Na Erotu Holdenově posádce při přestřelce pomáhá Miller a společně nachází pohřešovaného člena SVP; Julii Mao. Nachází ji ale mrtvou a prorostlou záhadnými trubicemi a porostem. Z jejího příručního terminálu zjišťují, že se nakazila nějakým anaerobním virem ze stanice Pheobe, živícím se převážně radiací. Následně se na Erotu rozezní alarmy a všichni obyvatelé jsou bezpečnostními složkami nahání do protiatomových krytů. Jak ovšem Holden s Millerem zjistí, vše je naopak a právě v krytech jsou lidé silně ozářeni a mají posloužit jako palivo pro vir z Pheobe. Holdenova posádka včetně Millera odlétá na Rosinante pryč ze stanice, kterou mezitím obsadil lidstvu neznámý virus.
Rosinante se vydává na souřadnice z Juliia terminálu a nachází na nich opuštěnou maskovanou loď. Z jejích souborů zjišťují, že virus se nazývá protomolekula, byl vyslán mimozemskou civilizací, a jeho původním cílem bylo nakazit Zemi v jejím raném stádiu vývoje. Asteroid, na kterém byla vyslána, byl ale zachycen gravitací Saturnu a usadil se na jeho oběžné dráze. Tam ho objevili vědci z organizace Protogen, kteří s ním začali experimentovat a za účelem zjištění více informací úmyslně nakazili obyvatele Erota. Zároveň zde nachází trezor se vzorkem protomolekuly, který uschovávají na Rosinante. Holden také zjišťuje a následně veřejně odvysílá informaci, že motory maskovaných lodí byly vyrobeny na Zemi, čímž do válečného konfliktu Marsu a Pásu zapojuje také tuto planetu.
SVP spolu s Rosinante po zjištění, že za protomolekulu na Erotovi může Protogen, zaútočí na tajnou vědeckou základnu na asteroidu Thoth, kterou Protogen používal ke zpracovávání informací z Erota. Miller na ní zabíjí neozbrojeného hlavního vědce, což rozčílí Holdena, jenž ho vyhodí z posádky Rosinante. Miller poté s Johnsonem vymýšlí plán na navedení Erota do Slunce, aby zabránili možnému rozšíření viru po celé Sluneční soustavě.
Miller na stanici přistane s dalšími členy SVP, aby zde umístil nukleární bomby a zničil přistav. Na rozdíl od ostatních se rozhodne na Erotu zůstat a zemřít, stejně jako Julie, do které se během vyšetřování zamiloval. Druhá část plánu, vyražení Erota do kolizní dráhy se Sluncem pomocí obří lodi Nauvoo, ale selže, jelikož se Eros lodi vyhne a ovládán protomolekulou letí na kolizní kurz se Zemí. Na Erotu mezitím Millerovi dochází, že stanici neřídí protomolekula, ale nakažená Julie Mao. Dostává se k ní a přesvědčí ji, aby změnila kurz a narazila s Erotem do Venuše. Holden následně předává Johnsonovi vzorek protomolekuly získaný z maskovací lodi.